# Prkos (Škabrnja)
Prkos falu Horvátországban Zára megyében. Közigazgatásilag Škabrnjához tartozik.

## Fekvése
Zárától légvonalban 16 km-re, közúton 21 km-re délkeletre, községközpontjától 2 km-re délnyugatra, Dalmácia északi részén, Ravni kotar közepén fekszik.

## Története
Neve a hagyomány szerint a horvát „pri kosini” (lejtő előtt) kifejezésből származik, mivel a Ravni kotar síkságának közepén fekvő kis magaslat előtt fekszik. A másik, kevéssé valószínű magyarázat szerint a török hódítás idején lakói dacoltak („prkositi” = dacolni) a hódítókkal, akik így nevezték el a települést. Területe a középkorban a horvát Gusić család, majd a biogradi Szent János kolostor birtoka volt. A 12. századtól a zárai Szent Krševan bencés kolostorhoz tartozott. A 13. és 14. században a Subićok voltak az urai. 1573-tól a 17. század közepéig török uralom alatt állt. A régi időkben Prkos volt a mai község legjelentősebb települése és emiatt az írásos dokumentumok (beleértve az egyházlátogatásokat is) nem Škabrnját, hanem Prkost említik. Itt volt plébános 1646-ban a török elleni harcok egyik vezetője Stipan Sorić atya. A török uralom idején Prkos lakói jórészt Škabrnjára települtek át, mely ezáltal átvette az elsőséget és 1686-ban plébánia központjává vált. 1797-ig a Velencei Köztársaság része volt, majd miután a francia seregek felszámolták a Velencei Köztársaságot és a campo formiói béke értelmében osztrák csapatok szállták meg. 1806-ban a pozsonyi béke alapján az Első Francia Császárság Illír Tartományának része lett. 1815-ben a bécsi kongresszus újra Ausztriának adta, amely a Dalmát Királyság részeként Zárából igazgatta 1918-ig. A településnek 1857-ben 120, 1910-ben 122 lakosa volt. Az első világháború után előbb a Szerb-Horvát-Szlovén Királyság, majd Jugoszlávia része lett. A második világháború idején a szomszédos településekkel együtt Olaszország fennhatósága alá került. Az 1943. szeptemberi olasz kapituláció után horvát csapatok vonultak be a településre, amely ezzel visszatért Horvátországhoz. A településnek 2011-ben 363 lakosa volt, akik főként mezőgazdasággal, állattenyésztéssel foglalkoztak, de sokan dolgoztak a közeli Zárában is.

## Lakosság
| Lakosság változása | Lakosság változása | Lakosság változása | Lakosság változása | Lakosság változása | Lakosság változása | Lakosság változása | Lakosság változása | Lakosság változása | Lakosság változása | Lakosság változása | Lakosság változása | Lakosság változása | Lakosság változása | Lakosság változása | Lakosság változása |
| ------------------ | ------------------ | ------------------ | ------------------ | ------------------ | ------------------ | ------------------ | ------------------ | ------------------ | ------------------ | ------------------ | ------------------ | ------------------ | ------------------ | ------------------ | ------------------ |
| 1857               | 1869               | 1880               | 1890               | 1900               | 1910               | 1921               | 1931               | 1948               | 1953               | 1961               | 1971               | 1981               | 1991               | 2001               | 2011               |
| 120                | 0                  | 87                 | 109                | 190                | 122                | 240                | 224                | 240                | 310                | 367                | 375                | 379                | 397                | 348                | 363                |